# Новозеландско-филиппинские отношения
Новозеландско-филиппинские отношения — двусторонние дипломатические отношения между Новой Зеландией и Филиппинами. Отношения были установлены 6 июля 1966 года.

## История отношений
Отношения между странами были установлены 6 июля 1966 года.
23 октября 2012 года президент Филиппин Бенигно Акино III совершил двухдневный визит в Новую Зеландию, где присутствовал при подписании трёх двусторонних соглашений и провёл встречу с премьер-министром Новой Зеландии Джоном Ки.
18 апреля 2024 года премьер-министр Новой Зеландии Кристофер Лаксон провёл двустороннюю встречу с президентом Филиппин Бонгбонгом Маркосом.
7 мая 2024 года посол Новой Зеландии на Филиппинах Кэтрин Розмари Макинтош вручила верительные грамоты президенту Филиппин Маркосу Бонгбонгу.

## Дипломатические миссии
- У Новой Зеландии есть посольство в Маниле[8] и консульства в Давао[9] и Себу[10]
- У Филиппин есть посольство в Веллингтоне[11][12] и консульства в Крайстчерче[13] и Окленде[14]